# Boostedt

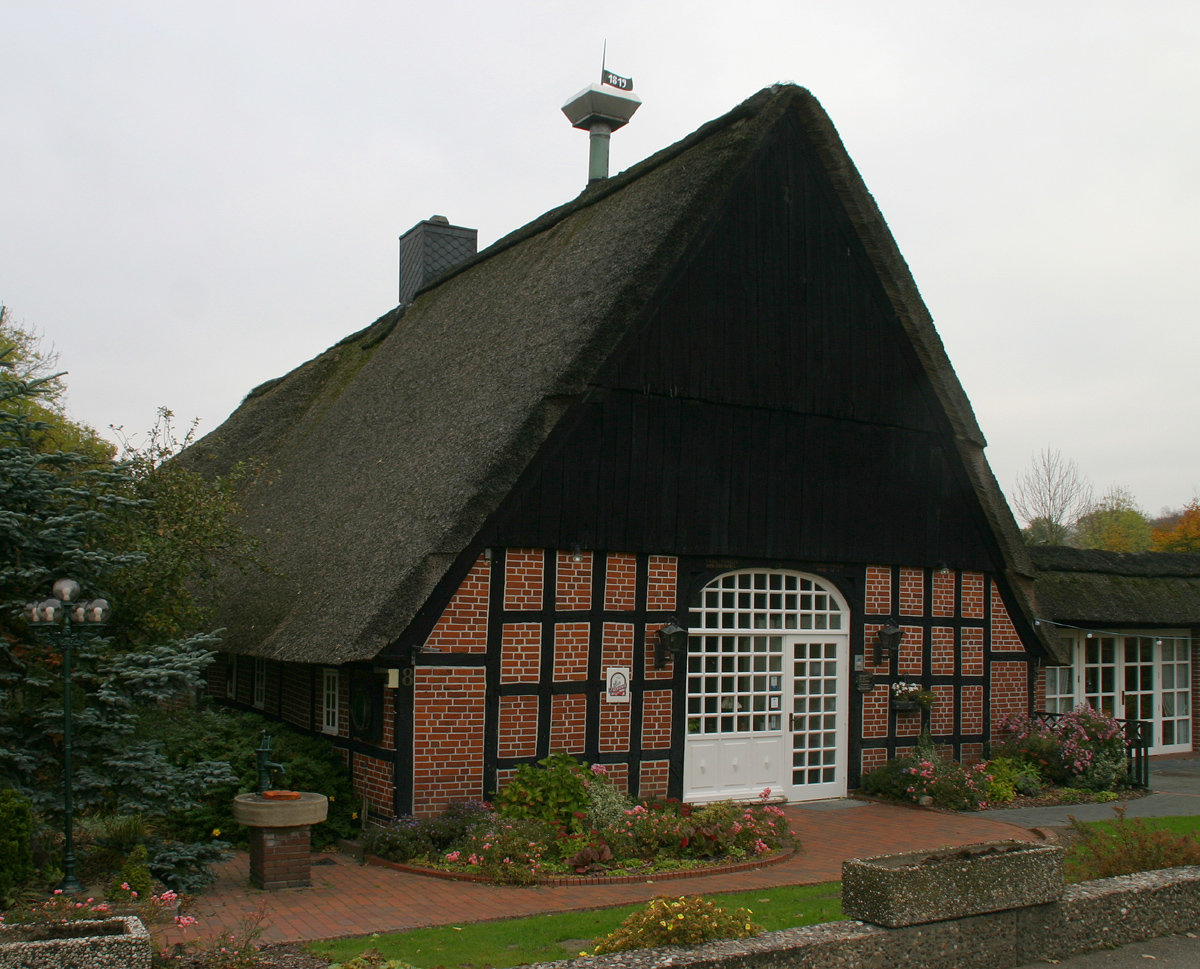
Reetdachkate von 1819, wurde als Restaurant genutzt und im Jahr 2020 abgerissen.

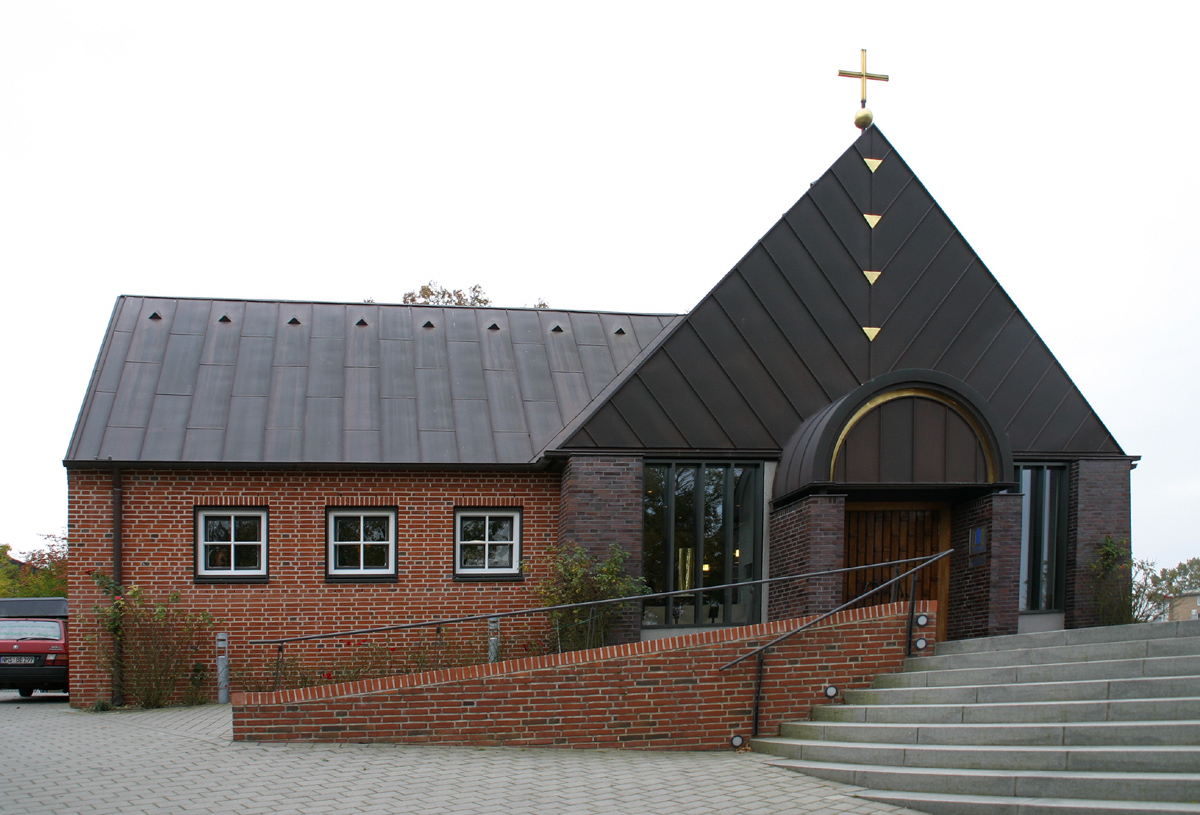
Evangelische Kirche

Boostedt ist eine Gemeinde im  Kreis Segeberg im Süden von Schleswig-Holstein.

## Geographie
Boostedt liegt südlich an Neumünster angrenzend zentral im Bundesland Schleswig-Holstein. Die Küsten von Nord- und Ostsee liegen jeweils etwa eine Autostunde entfernt. Die Entfernung zur südlich gelegenen Stadt Hamburg und zur nördlich gelegenen Stadt Kiel beträgt jeweils rund 50 Kilometer. Boostedt im Kreis Segeberg gehört zum nördlichen Rand der Metropolregion Hamburg.

## Geschichte
Die älteste bekannte urkundliche Erwähnung der Gemeinde stammt aus dem Jahre 1201, dort heißt es die Gemarkung des Neumünsteraner Klosters. Funde aus früheren Epochen weisen auf eine frühere sächsische Besiedlung des Ortes hin.
Boostedt war von 1971 bis 2007 amtsfreie Gemeinde und mit zum Schluss über 4500 Einwohnern die  einwohnerstärkste amtsfreie und ehrenamtlich verwaltete Gemeinde Schleswig-Holsteins.
Wahrzeichen von Boostedt war bis zur Sprengung am 18. Januar 2005 der 38 Meter hohe Radarturm auf dem Schwienhagen. Der von 1972 bis 1976 in Stahlbetonbauweise errichtete Turm hatte eine Plattform mit 22 Meter Durchmesser, eine Grundfläche von 10 × 10 Meter und einen Durchmesser von 6,50 Metern. Sechs Jahre nach der Sprengung wurde ein neuer Radarturm für den Wetterdienst errichtet.

## Politik

### Gemeindevertretung
Bei der Kommunalwahl am 14. Mai 2023 wurden insgesamt 19 Sitze vergeben. Von diesen erhielt die CDU neun Sitze, die Unabhängige Wählergemeinschaft Boostedt sechs Sitze und die SPD vier Sitze.

### Wappen
Das Wappen wurde am 31. Juli 1969 genehmigt.
Blasonierung: „In Blau zwischen zwei aufrechtstehenden goldenen Buchenblättern ein silberner Schräglinksbalken, belegt mit neun einzelnen roten Ziegelsteinen, von denen der erste und der letzte im Schildrand verschwinden.“
Das Wappen von Boostedt vereinigt Symbole, die auf wichtige historische Ereignisse und wirtschaftliche Entwicklungen in der Gemeinde hinweisen. Neun Ziegelsteine belegen die neun im Ort seit 1737 entstandenen Ziegeleien. Die Herstellung von Handstrichziegeln war in Boostedt ein bedeutender wirtschaftlicher Faktor. Der Schrägbalken im Wappen deutet die Via Regia an. Die Via Regia war ein wichtiger mittelalterlicher Verkehrsweg, der über Rendsburg, Neumünster und Bramstedt nach Hamburg führte und unweit des Ortes verlief. Als vielbenutzte Verbindung übte er einerseits einen fördernden Einfluss auf das Wirtschaftsleben aus; andererseits gab er im Dreißigjährigen Krieg durchziehenden Truppen zweimal die Gelegenheit zu Plünderungen des Ortes. Der Weg symbolisiert auch, dass nach 1945 eine große Anzahl ostdeutscher Flüchtlinge im Ort eine neue Heimat fand. Die Boostedter Berge mit ihrem Waldreichtum und ihrem Fremdenverkehrswert sowie der Ortsname finden in den goldenen Buchenblättern Ausdruck.
Die Gestaltung des Wappens wurde vom Brunsbütteler Heraldiker Willy „Horsa“ Lippert übernommen.

### Flagge
Die Flagge wurde am 20. Juni 1986 genehmigt.
Die Gemeindeflagge zeigt das Gemeindewappen ohne Schild (Wappenflagge).

## Wirtschaft
In Boostedt befand sich ein Bundeswehrstandort mit 1980 Dienstposten. Der Standort wurde dem Stationierungskonzept für die Bundeswehr vom Oktober 2011 folgend auf 40 Soldaten im Munitionslager reduziert. Die Rantzau-Kaserne an der Von-dem-Borne-Straße, in der sich das Instandsetzungsbataillon 166, das Logistikbataillon 162 und ein Sanitätszentrum befanden, wurde 2016 geschlossen. Seit April 2015 besteht auf dem Kasernengelände auch eine Erstaufnahmeeinrichtung für Flüchtlinge. In der ehemaligen Rantzau-Kaserne ist für 2023 ein Logistik-Zentrum der Deutsche Logistik Holding (DLH) geplant. Die bebaute Fläche im GeLo-Park soll 45.000 Quadratmeter betragen.

## Verkehr
Boostedt verfügt über eine Station der AKN auf der Bahnstrecke Hamburg-Altona–Kaltenkirchen–Neumünster, die den Ort mit einer Fahrzeit von neun Minuten mit dem Bahnhof Neumünster verbindet. In beide Richtungen verkehrt stündlich ein Zug. Zehn Haltestellen in Boostedt liegen an der Buslinie 8 der Stadtwerke Neumünster nach Neumünster.
Der Anschluss zur Bundesautobahn 7 liegt etwa sieben Kilometer entfernt.

## Landesunterkunft für Flüchtlinge
In der ehemaligen Rantzau-Kaserne in Boostedt befindet sich die Landesunterkunft für Flüchtlinge (LUK), in der ca. 1200 Menschen (bzw. etwa 17 % der Einwohner Boostedts) wohnen.